# 정보부족종

정보부족종(DD, Data Deficient)은 평가 자료가 부족하여 등급이 정해지지 않은 생물종이다. 국제 자연 보전 연맹에 의해 적절한 보전 상태 조사에 대해 "불충분한 정보 제공"으로 분류된다.
이는 해당 종이 광범위하게 연구되지 않았다는 것을 반드시 의미하는 것은 아니다. 그러나 이는 종의 풍부함과 분포에 대해 이용 가능한 정보가 거의 또는 전혀 없음을 나타낸다.
IUCN은 기록이 없어 위험할 정도로 낮은 개체수를 나타낼 수 있는 경우 종을 "정보부족종"으로 분류하지 않도록 주의를 기울일 것을 권장한다. 분류군에 대한 마지막 기록, 위협받는 상태는 충분히 정당화될 수 있다. (사전예방원칙 문서도 참고)